# C-15 (Spanje)
De C-15 of Eje Diagonal (Catalaans: Eix Diagonal) is een autovía in Catalonië. De snelweg verbindt de Vilanova i la Geltrú met de AP-7 in Vilafranca del Penedès over een afstand van 15 kilometer. De snelweg werd afgewerkt in 2011.